# Mattawamkeag
Mattawamkeag és una població dels Estats Units a l'estat de Maine (EUA). Segons el cens del 2000 tenia 825 habitants.

## Demografia
Segons el cens del 2000, Mattawamkeag tenia 825 habitants, 338 habitatges, i 234 famílies. La densitat de població era de 8,5 habitants/km².
Dels 338 habitatges en un 31,1% hi vivien nens de menys de 18 anys, en un 58% hi vivien parelles casades, en un 7,4% dones solteres, i en un 30,5% no eren unitats familiars. En el 26,9% dels habitatges hi vivien persones soles el 13,9% de les quals corresponia a persones de 65 anys o més que vivien soles. El nombre mitjà de persones vivint en cada habitatge era de 2,44 i el nombre mitjà de persones que vivien en cada família era de 2,96.
Per edats la població es repartia de la següent manera: un 25,2% tenia menys de 18 anys, un 5,1% entre 18 i 24, un 28% entre 25 i 44, un 24,6% de 45 a 60 i un 17,1% 65 anys o més.
L'edat mediana era de 40 anys. Per cada 100 dones de 18 o més anys hi havia 95,3 homes.
La renda mediana per habitatge era de 23.403 $ i la renda mediana per família de 32.000 $. Els homes tenien una renda mediana de 27.857 $ mentre que les dones 19.063 $. La renda per capita de la població era de 12.573 $. Entorn del 7,8% de les famílies i el 12,9% de la població estaven per davall del llindar de pobresa.